# Övertjärnen, Västmanland
Övertjärnen är en sjö i Skinnskattebergs kommun i Västmanland och ingår i Norrströms huvudavrinningsområde. Sjön är 17 meter djup, har en yta på 0,253 kvadratkilometer och befinner sig 226 meter över havet. Sjön avvattnas av vattendraget Råmyrbäcken. Vid provfiske har abborre fångats i sjön.

## Delavrinningsområde
Övertjärnen ingår i det delavrinningsområde (663773-530244) som SMHI kallar för Mynnar i Hedströmmen. Medelhöjden är 232 meter över havet och ytan är 6,93 kvadratkilometer. Det finns inga avrinningsområden uppströms utan avrinningsområdet är högsta punkten. Råmyrbäcken som avvattnar avrinningsområdet har biflödesordning 4, vilket innebär att vattnet flödar genom totalt 4 vattendrag innan det når havet efter 215 kilometer. Avrinningsområdet består mestadels av skog (83 procent). Avrinningsområdet har 1,25 kvadratkilometer vattenytor vilket ger det en sjöprocent på 1,8 procent.